# République soviétique du Kouban et de la mer Noire
 (janvier 2025).
Si vous disposez d'ouvrages ou d'articles de référence ou si vous connaissez des sites web de qualité traitant du thème abordé ici, merci de compléter l'article en donnant les références utiles à sa vérifiabilité et en les liant à la section « Notes et références ».
30 mai – 6 juillet 1918
(1 mois et 6 jours)
Entités précédentes :
- République soviétique du Kouban (en)
 République soviétique de la mer Noire (en)

Entités suivantes :
- République soviétique nord-caucasienne

La république soviétique du Kouban et de la mer Noire (en russe : Кубано-Черноморская Советская Республика, Koubano-Tchernomorskaïa Sovietskaïa Respoublika) est une partie de la république socialiste fédérative soviétique de Russie. Sa capitale était la ville de Iekaterinodar.
La république soviétique du Kouban et de la mer Noire fut créée le 30 mai 1918 par la fusion de la République soviétique de la mer Noire (en) et la République soviétique du Kouban (en). Elle fut supprimée le 6 juillet 1918 pour former, avec la république soviétique du Terek et la république soviétique de Stavropol, la République soviétique nord-caucasienne, qui n'eut elle-même qu'une existence éphémère.